# Clara Morgane
Clara Morgane (Marseille, 25 januari 1981) is de artiestennaam van de Franse zangeres en presentatrice Emmanuelle Aurélie Munos. Voor zij in deze hoedanigheden aan het werk ging, speelde ze in soft-erotische en pornofilms.
Morgane bracht in 2007 haar debuut-cd DéCLARAtions uit, met daarop door haarzelf zowel geschreven als gezongen nummers. Tevens was ze van 2001 tot en met 2008 presentatrice voor Canal+. Morgane heeft haar erotiekverleden niet geheel achter zich gelaten, maar speelt niet meer in dit genre films. In plaats daarvan schrijft ze columns voor tijdschriften waarin ze seksuele adviezen geeft en is ze de oprichter van de lingeriemerken Clara M. en Shocking Princess.
Morgane is niet alleen naakt te zien in erotische films, maar poseerde ook voor onder meer FHM, Penthouse, Playboy en Maxim. In 2003 bracht ze een autobiografie uit genaamd Sex Star.

## Filmografie
- La sulfureuse (2003)
- Laure ou une sensuelle rencontre (2003)
- Manuela ou l'impossible plaisir (2003)
- Snowboarder (2003)
- La candidate (2002)
- La cambrioleuse (2002)
- Le journal de Pauline (2002)
- La dernière fille (2002)
- Perverse Léa (2002)
- Projet X (2001)
- La collectionneuse (2001)
- La fille du batelier (2001)
- Les dessous de Clara Morgane (2001)
- Max 2 (2001)

## Discografie
- Déclarations (2007)
- Nuits Blanches (2010)

- Bibliothèque nationale de France: cb14066139q (data)
- Gemeinsame Normdatei: 1015245889
- International Standard Name Identifier: 0000 0000 7840 5199
- MusicBrainz: 4ab2a5e1-4b07-4a2e-a353-4e7746b501a7
- Nationale Bibliotheek van Tsjechië: xx0022724
- SNAC: w6rz080m
- Virtual International Authority File: 39582113
- WorldCat: E39PBJjt8RkHjVkrJtmKW8RMyd